# تطير
الطيرة أو العيافة وهي التشاؤم، وهي عادة كانت شائعة عند العرب في الجاهلية، وسمي التشاؤم بها لأن العرب في الجاهلية كانوا أكثر ما يتشاءمون من الطيور، كالغراب أو البوم أو العقعق وغيرها، بل من كل الطيور وذلك إذا سارت في اتجاه معين، ولذا غلب الاسم عليه. والتشاؤم يكون مرئيا أو مسموعا أو معلوما.
أصل الطيرة من إنَّ العرب في الجاهلية كان إذا خرج أحدهم لأمر قصد عش طائر، فهيجه، فإذا طار من جهة اليمين تيمن به ومضى في الأمر، ويسمون الطائر «السانح»، أما إذا طار جهة اليسار تشاءم به ورجع عما عزم عليه، ويسمى الطائر هنا «البارح». وقد حرمت الطيرة في الإسلام وهي باب من أبواب الشرك، عن عبد اللَّهِ بن عَمْرٍو قال: قال رسول اللَّهِ ﷺ: «مَن رَدَّتْهُ الطِّيَرَةُ من حَاجَةٍ فَقَدْ أَشْرَكَ». وعن أبي هريرة، قال: قال رسول الله ﷺ: «لا عدوى، ولا طيرة».

## الفرق بين الطيرة والفأل
الفأل وهو ضد التشاؤم، عن أنس رضي الله عنه قال: قال رسول الله ﷺ: (لا عدوى ولا طيرة ويعجبني الفأل)، وعن أَنَسٍ أَنَّ نَبِيَّ اللَّهِ ﷺ قال (لَا عَدْوَى ولا طِيَرَةَ وَيُعْجِبُنِي الْفَأْلُ الْكَلِمَةُ الْحَسَنَةُ الْكَلِمَةُ الطَّيِّبَةُ)، ولأن الفأل تقوية لما أمره بإذن الله والتوكل عليه أما الطيرة فمعارضة ذلك. وعن ابن مسعود عن النبي ﷺ قال: «الطيرة شرك، الطيرة شرك... ثلاثا وما منا إلا...  ولكن الله يذهبه بالتوكل».

## صور من الطيرة
- بعض الناس يتشاءم برؤية الأعور فقد خرج أحد الولاة لبعض مهماته فاستقبله رجل أعور فتطير به وأمر به إلى الحبس فلما رجع أمر بإطلاقه، فقال: سألتك بالله ما كان جرمي الذي حبستني لأجله؟ فقال: تطيرت بك. فقال: فما أصبت في يومك برؤيتي؟ فقال: لم ألق إلا خيرا. فقال: أيها الأمير أنا خرجت من منزلي فرأيتك فلقيت في يومي الشر والحبس، وأنت رأيتني فلقيت الخير والسرور فمن أشأمنا؟ والطيرة بمن كانت؟ فاستحيا منه الوالي ووصله.[10]
- وكذا آخرون يتشاءمون برؤية بعض الطيور كالغربان والبومة وغيرها، عن عكرمة أنه قال: كنا عند ابن عمر وعنده ابن عباس ومر غراب يصيح فقال رجل من القوم: خير خير. فقال ابن عباس: لا خير ولا شر.[11][12]أكثر ما كان يُتشاءَم به الغرابُ.

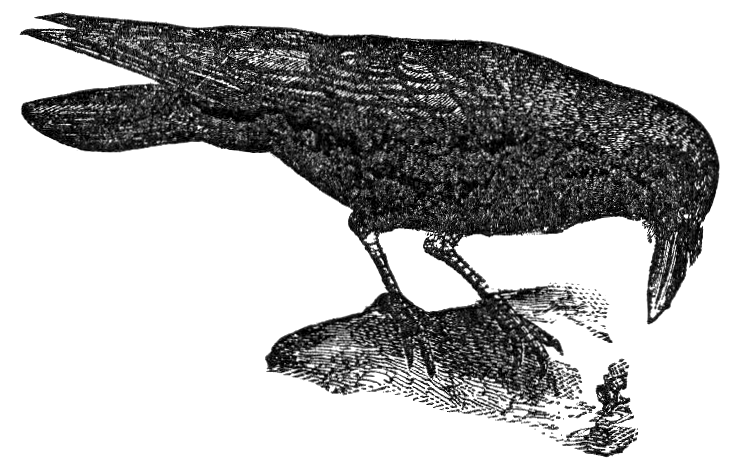
أكثر ما كان يُتشاءَم به الغرابُ.

### التطير بالغراب
وأكثر ما كان يُتشاءَم به الغرابُ، حتى لقد ضَرَبوه مَثَلًا في الشُّؤْم؛ فقالوا: أشْأَم من غراب البَيْن؛ لأنه إذا بان أهل الدار للنجعة وطَلَبِ الكلأ في موضعه، وقع الغراب في موضع بيوتهم يتلمَّس ويتقمَّم، فتشاءموا به، إذ كان لا يعتري منازلهم إلا إذا بانوا، فسمَّوه غراب البَيْن.
ومن أجل تشاؤمهم به اشتقُّوا من اسمه الغُربة، والاغتراب، والغريب، وليس في الأرض طيرٌ، ولا وحش، ولا شيءٌ ممَّا يتطيَّرون به إلا والغراب عندهم أنكد منه.